# Robert Dalva
Robert Dalva, né le 14 avril 1942 à New York et mort le 27 janvier 2023,, est un réalisateur, monteur et directeur de la photographie américain.

## Filmographie

### Réalisateur
- 1983 : Le Retour de l'étalon noir

### Monteur
- 1970 : Lions Love d'Agnès Varda
- 1979 : L'Étalon noir (The Black Stallion) de Carroll Ballard
- 1992 : L'Esprit de Caïn de Brian De Palma
- 1995 : Jumanji de Joe Johnston
- 1999 : Ciel d'octobre de Joe Johnston
- 2004 : Hidalgo de Joe Johnston
- 2005 : The Prize Winner of Defiance, Ohio de Jane Anderson
- 2011 : Captain America : First Avenger de Joe Johnston
- 2012 : Knife Fight de Bill Guttentag
- 2013 : Shérif Jackson (Sweetwater) de Logan Miller

### Directeur de la photographie
- 1974 : Aux origines de l'humanité (Nova)
- 1992 : The Great Eclipse
- 1995 : Carrier: Fortress at Sea de James Lipscomb
- 1996 : Nash Bridges
- 2001 : Send Word, Bear Mother de Lynn Feinerman

## Distinctions
- 52e cérémonie des Oscars (1980) : Nomination pour L'Étalon noir (meilleur montage)
- 1984 : Nomination de Kelly Reno aux Young Artist Awards pour son rôle dans Le Retour de l'étalon noir